# Gel (The Tribe)
Gel är en figur i The Tribe och spelas av Vicky Rodewyk.
Gel är en otroligt trögtänkt blondin. Trots att Jack räddade henne anklagar honom för både det ena och det andra. Hon ägnar mycket tid åt sitt utseende, och vet att hon ser bra ut. I början flirtade hon med Jack, men när hon insåg att han inte var intresserad så började hon med att försöka snärja Lex. Men Lex ser henne bara som en barnunge. Å andra sidan är Sammy väldigt kär i Gel, som utnyttjar det nästan hänsynslöst. Han får passa upp på henne och hämta saker, men sedan börjar Aammy att utnyttja Gel. Men sedan kommer hon på ett knep, så att han börjar hämta grejer igen.